# پادشاهان باستان (مجموعه تلویزیونی ارمنستانی)
پادشاهان باستان (ارمنی: Հին Արքաներ؛ انگلیسی: Ancient Kings) یک مجموعه تلویزیونی درام تاریخی ارمنستانی ۲۸–۳۰ دقیقه‌ای محصول سال ۲۰۱۶ کشور ارمنستان به  تهیه‌کنندگی آرمن آرزومانیان، روبن مخیتاریان و داویت باباخانیان  می‌باشد. این مجموعه از روز ۵ نوامبر ۲۰۱۶ از آرمنیا تی‌وی شروع به نمایش درآمد. این مجموعه همچنین تا ۲۶ ژانویه ۲۰۱۸ از تلویزیون ارمنستان پخش شد. بیشتر داستان این مجموعه در نقاط مختلف ارمنستان اتفاق می‌افتد. فیلمبردار مجموعه هراچ مانوچاریان می‌باشد.

## بازیگران
- ژان پی‌یر نشانیان - در نقش '[ج]
- موراد جانیبکیان - در نقش '[چ]
- آرمان نشانیان - در نقش '[ح]
- شوغر توماسیان[خ] - در نقش '[د]
- روبن مورادیان - در نقش '[ذ]
- آنا گریگوریان - در نقش '[ر]
- آرتور نالباندیان[ز] - در نقش '[ژ]
- شاکه توخمانیان - در نقش '[س]
- مسروپ آبتویان - در نقش '[ش]
- لیکا سالمانیان - در نقش '[ص]
- سامسون استپانیان - در نقش '[ض]
- ساموئل پیلویان - در نقش '[ط]
- هایک سارگسیان - در نقش '[ظ]
- سارگیس هاکوبیان - در نقش '[ع]
- سوسانا باغداساریان - در نقش '[غ]
- آنائیس سارداریان - در نقش '[ف]
- ساموئل گریگوریان - در نقش '[ق]
- کارلوس مورادیان - در نقش '[ک]
- فرونز آمیرخانیان - در نقش '[گ]
- نرسس مارکوسیان - در نقش '[ل]
- گاریک چپچیان

## یادداشت
1. ↑  Արման Պարսամյան
2. ↑  Armen Arzumanyan
3. ↑  Ruben Mkhitaryan/Ռուբեն Մխիթարյան
4. ↑  Davit Babakhanyan
5. ↑  Armenia TV
6. ↑  Զարեհ սպարապետ
7. ↑  Վռամ հազարապետ
8. ↑  Գլակ, սպարապետի ավագ որդին, հազարապետի փեսան
9. ↑  Shogher Tovmasyan
10. ↑  Նռանե, հազարապետի միակ դուստրը, սպարապետի հարսը
11. ↑  Մուշեղ, դարբնի որդի, իրականում Սպարապետի գաղտնի որդին
12. ↑  Ձյունիկ, հազարապետի աղախինը, Մուշեղի սիրեցյալը
13. ↑  Artur Nalbandyan
14. ↑  Անդոկ մաղխազ
15. ↑  Աստղիկ արքայաքույր
16. ↑  Հայկ, սպարապետի կրտսեր որդին
17. ↑  Սոսե, ռամկուհի, Հայկի սիրեցյալը
18. ↑  բդեշխ Շիրակ
19. ↑  Տիրան քրմապետ, սպարապետի եղբայրը
20. ↑  Երվանդ սուրհանդակապետ, հազարապետի դաշնակիցը
21. ↑  Գեղամ, Հազարապետի համհարզը
22. ↑  Զարուհի, Սպարապետի սպասուհին
23. ↑  Աղավնի, Նռանեի աղախինը
24. ↑  Արեգ զորական
25. ↑  Գոռ, Սպարապետի զինվորներից, Նռանեի սիրեկանը
26. ↑  Առնակ, Սպարապետի ծառան, Աղավնու հայրը
27. ↑  Սիմոս, շուկայի ծաղրածուն